# Lo Chastèu e Vilavielha
Chastèu Vila Vielha (en francès Château-Ville-Vieille) és un municipi francès situat al departament dels Alts Alps i a la regió de Provença – Alps – Costa Blava.

## Demografia
| 1831                                       | 1962 | 1968 | 1975 | 1982 | 1990 | 1999 | 2006 | 2015 |
| ------------------------------------------ | ---- | ---- | ---- | ---- | ---- | ---- | ---- | ---- |
| 1378                                       | 313  | 304  | 283  | 268  | 271  | 321  | 309  | 338  |
| Des de 1962: població sense dobles comptes |      |      |      |      |      |      |      |      |

## Administració
| Període     | Identitat         | Partit        |
| ----------- | ----------------- | ------------- |
| 2001 ?-2008 | Jacky Pascal      |               |
| 2008-       | Jean-Louis Poncet | Divers droite |